# Oleh Machnizkyj

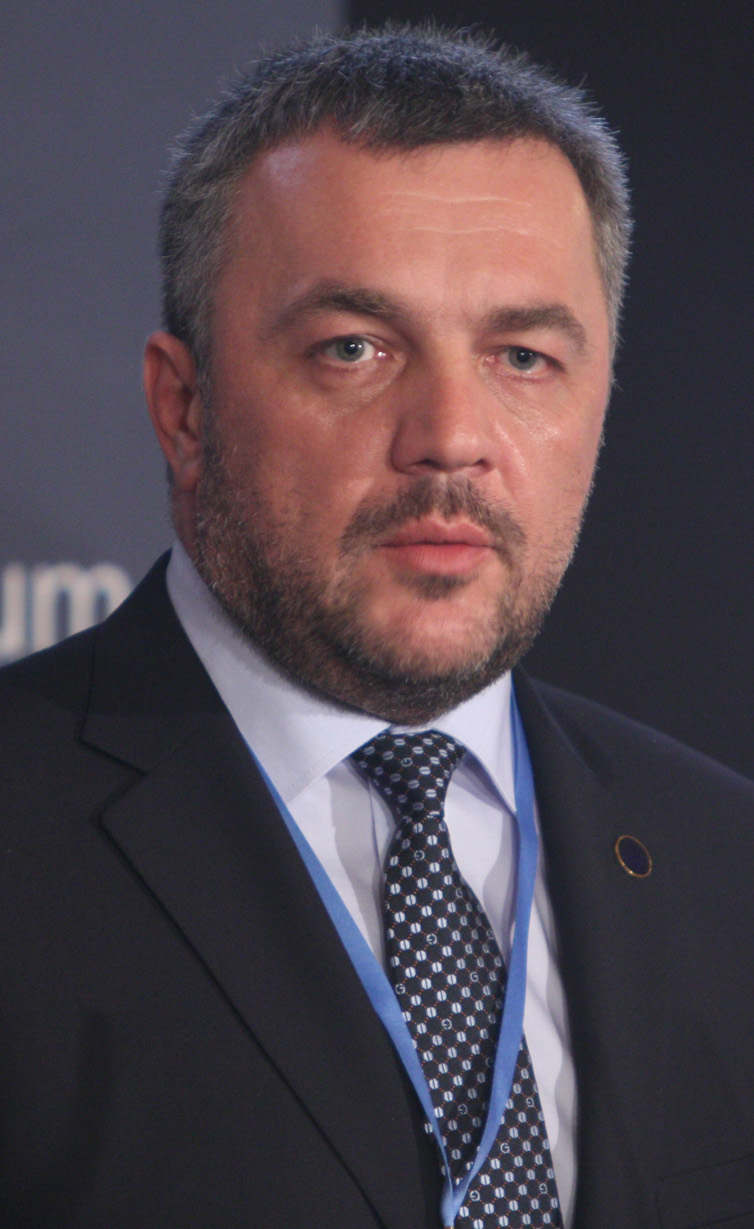
Oleh Machnizkyj (2014)

Oleh Ihorowytsch Machnizkyj (ukrainisch Олег Ігорович Махніцький; * 15. März 1970 in Lwiw) ist ein ukrainischer Jurist und Politiker. Er gehört der rechtsradikalen Swoboda-Partei an.
Vom 24. Februar bis zum 18. Juni 2014 war Machnizkyj Generalstaatsanwalt der Ukraine.

## Biografie
Oleh Machnizkyj begann seine berufliche Karriere im Jahr 1988 als Arbeiter in der Textilfabrik „Mayak“ in Lwiw. Seit 1990 arbeitete er als Veranstalter von Touristenfahrten für einen lokalen Geschichtsverein. 1996 absolvierte er ein Praktikum bei der Staatsanwaltschaft der Oblast Lwiw und schloss im selben Jahr sein Studium der Rechtswissenschaft an der Iwan-Franko-Universität ab.
Von 1997 bis 1998 war er als Ermittler im Lwiwer Stadtteil Rajon Franko tätig. Von 1998 bis 1999 arbeitete er für die Ermittlungsabteilung der Staatsanwaltschaft der Oblast Lwiw. Von 1999 bis 2001 war er als Rechtsanwalt für den privaten Sicherheitsdienst „Skorpyon“ tätig. 2003 arbeitete er als Anwalt der Anwaltskanzlei „Ossadtschyj y partner“. Im November 2003 gründete er die Kanzlei „Walko y Machnyzkyj“. In den Jahren 2006 bis 2012 war er als Mitglied der rechtsradikalen Partei Allukrainische Vereinigung „Swoboda“ Abgeordneter des Lwiwer Stadtrates.
Bei der Parlamentswahl in der Ukraine 2012 war er auf Listenplatz 21 der Swoboda-Partei und wurde als Abgeordneter in die Werchowna Rada gewählt, wo er zum stellvertretenden Leiter des parlamentarischen Ausschusses für Rechtsstaatlichkeit ernannt wurde.
Am 24. Februar 2014 wurde er per Dekret von Übergangspräsident Oleksandr Turtschynow als Nachfolger von Wiktor Pschonka zum kommissarischen Generalstaatsanwalt der Ukraine ernannt. Am 5. März eröffnete Machnizkyj ein Strafverfahren gegen den Kommandanten der Schwarzmeerflotte Alexander Wiktorowitsch Witko. Am 27. März wurde Machnizkyj von den Behörden der Republik Krim zur „unerwünschten Person“ erklärt. Am 18. Juni wurde er per Dekret des ukrainischen Präsidenten aus seinem Amt entlassen. Sein Nachfolger wurde Witalij Jarema. Durch ein weiteres Dekret wurde er zum Berater von Präsident Petro Poroschenko ernannt. Am 5. Februar 2015 wurde er von seinem Amt als Berater des Präsidenten entlassen.

## Privates
Machnizkyj ist verheiratet und hat eine Tochter.